# Karl Adolph Gjellerup
Karl Adolph Gjellerup (Roholte, 2 de junio de 1857 - Klotzsche, 11 de octubre de 1919) fue un dramaturgo y novelista danés, ganador del premio Nobel de Literatura en 1917.

## Biografía
Inició sus estudios, pero los abandonó, quizás siendo influido por el crítico literario danés Georg Brandes. A partir de 1892 vivió en Alemania donde escribió varias obras en alemán.
Sus primeras novelas, Ung Dansk (Joven danés, 1879) y Germanernes Laerling (Discípulo de los teutones, 1882), eran consideradas autobiográficas y acusaban la influencia del determinismo crítico de Brandes. Su tragedia lírica Brynhild (1884) fue la que indicó el principio de una etapa de producción dramática. A esta siguieron varias obras con temas revolucionarios, como St. Just (1886), Thamyris (1887) y las comedias Herman Vandel (1891) y Wuthorn (1893).
En sus últimas novelas, como Pilgrimen Kamanita (El peregrino Kamanita, 1906), se ve su fuerte atracción por la cultura alemana, donde aborda ampliamente el misticismo oriental.
En 1917, junto con Henrik Pontoppidan, ganó el premio Nobel de Literatura, que le fue otorgado en reconocimiento de su «variada y rica poesía inspirada en altos ideales».

### Obra seleccionada
- 1878: En idealist
- 1879: Ung Dansk
- 1879: Det unge Danmark
- 1880: Antigonos
- 1882: Germanernes loerling
- 1884: Brynhild
- 1886: St. Just
- 1887: Thamyris
- 1889: Minna
- 1891: Herman Vandel
- 1893: Wuthorn
- 1896: Møllen
- 1906: Pilgrimmen Kamanita